# Sudbury (circonscription provinciale)
Pour l’article homonyme, voir Sudbury.
Circonscription électorale provinciale du Canada
Sudbury est une circonscription provinciale de l'Ontario représentée à l'Assemblée législative de l'Ontario depuis 1908.

## Géographie
La circonscription de Sudbury comprend en bonne partie de la ville de Sudbury, mais pas le Grand Sudbury au complet. Les limites de la circonscription ne sont pas identiques à la circonscription fédérale du même nom. Elle est complètement encerclée de la circonscription de Nickel Belt.

## Élection générale de 2014
Lors de l'élection générale ontarienne de 2014, les trois principaux partis (Libéraux, Néo-démocrates et Progressiste-conservateurs) se livrent une chaude lutte pour élire celui qui remplacera le député Rick Bartolucci, qui prend sa retraite après avoir siégé pendant presque vingt ans. Au cours de la campagne, les chefs néo-démocrate et libérale Andrea Horwath et Kathleen Wynne tiennent chacune un rassemblement local pour appuyer leurs candidats respectifs.

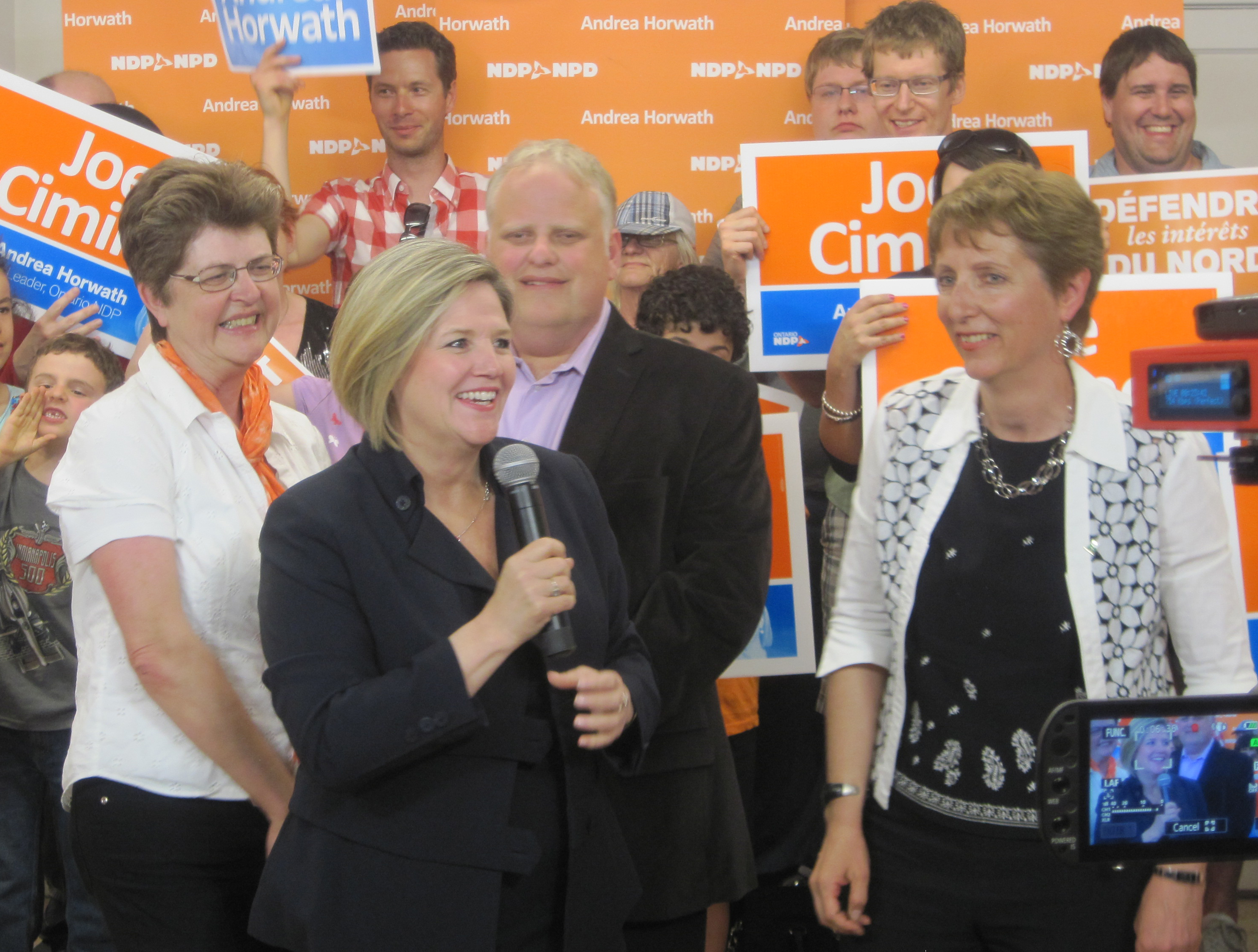
Rassemblement du NPD avec Andrea Horwath et les candidats de Sault Ste. Marie, Sudbury et Nickel Belt, le 26 mai 2014.
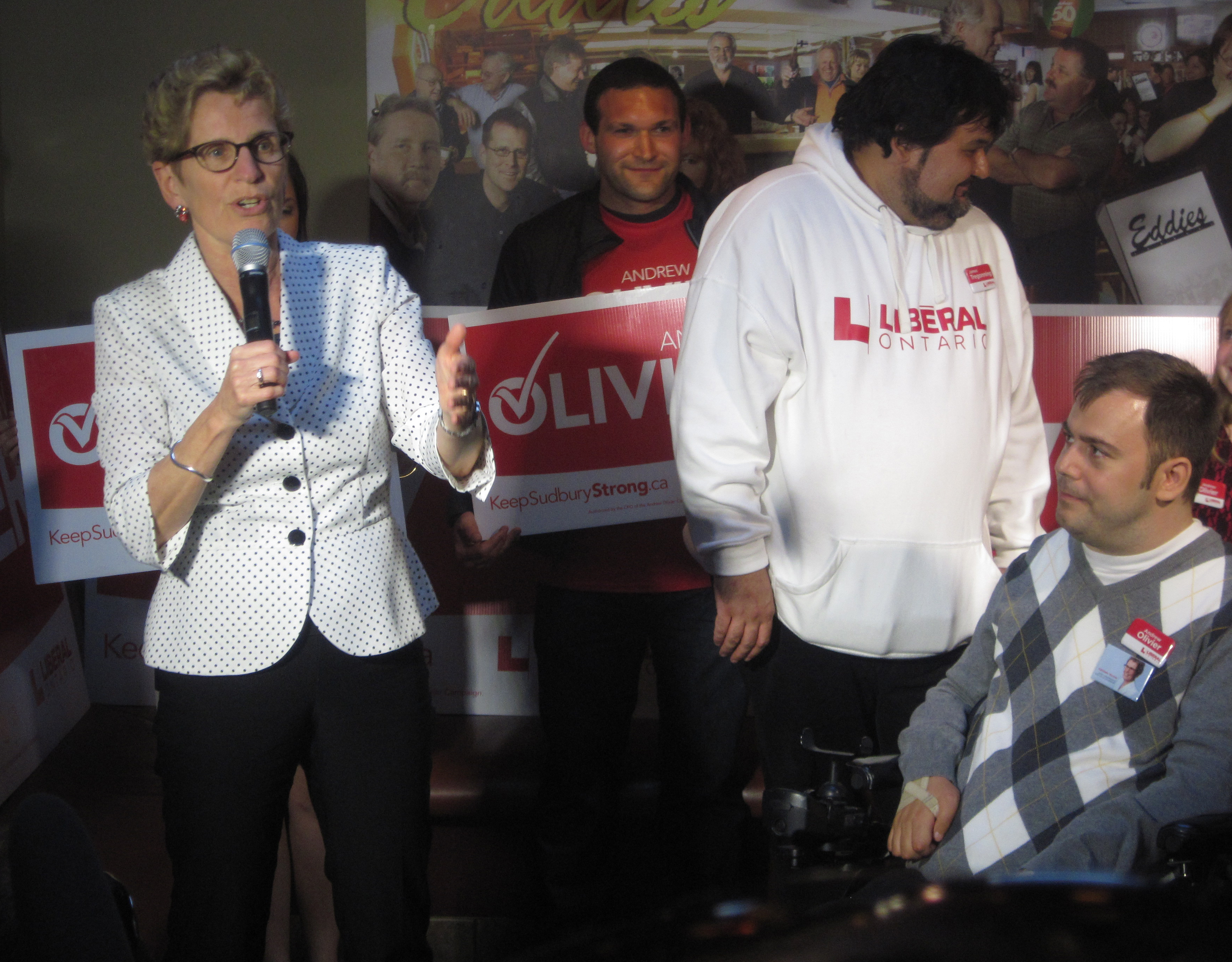
Rassemblement du Parti libéral avec Kathleen Wynne et les candidats de Nickel Belt et Sudbury, le 27 mai 2014.

## Élection partielle de 2015
Une élection partielle a eu lieu le 5 février 2015 après la démission surprise le 20 novembre 2014 du député Joe Cimino élu pour un premier mandat lors de l'élection générale de juin 2014.
Les candidats qui se sont présentés ont causé beaucoup de remous dans l'arène politique sudburoise et ontarienne. Portant la bannière libérale, et élu lors de l'élection, l'ancien député fédéral néo-démocrate Glenn Thibeault (en), qui a claqué la porte au NPD en décembre 2014 et a officiellement remis sa démission le 5 janvier 2015 de son sièges aux communes.
Le candidat libéral lors de l'élection générale de juin 2014 Andrew Olivier, qui avait été défait par moins de 1 000 voix face à son adversaire néo-démocrate, a néanmoins souhaité se présenter de nouveau comme candidat libéral. Sa candidature a été refusée, la Première ministre ayant décidé de nommer Glenn Thibeault sans tenir de campagne d'investiture. Andrew Olivier a donc décidé de se présenter comme candidat indépendant, et a terminé la course 3e.
Le Nouveau Parti démocratique de l'Ontario a été représenté par Suzanne Shawbonquit, une nouvelle venue en politique, qui a terminé la course seconde. Les progressistes-conservateurs étaient représentés par la même candidate que lors de l'élection générale de 2014, Paula Peroni qui a terminé la course en 4e position derrière Andrew Olivier. Quant au Parti vert, il a été représenté par David Robinson, un professeur d'économie à l'Université Laurentienne.
Plusieurs candidats indépendants ont également posé leur candidature lors de l'élection partielle, totalisant dix candidats, dont John Turmel, bien connu en Ontario pour se présenter dans le plus d'élections qu'il le peut.

## Historique
| Législature | Années        | Député | Député                            | Parti                             |
| ----------- | ------------- | ------ | --------------------------------- | --------------------------------- |
| 12e         | 1908-1911     |        | Francis Cochrane                  | Conservateur                      |
| 13e         | 1911-1914     |        | Charles McCrea                    | Conservateur                      |
| 14e         | 1914-1919     |        | Charles McCrea                    | Conservateur                      |
| 15e         | 1919-1923     |        | Charles McCrea                    | Conservateur                      |
| 16e         | 1923-1926     |        | Charles McCrea                    | Conservateur                      |
| 17e         | 1926-1929     |        | Charles McCrea                    | Conservateur                      |
| 18e         | 1929-1934     |        | Charles McCrea                    | Conservateur                      |
| 19e         | 1934-1937     |        | Edmond Lapierre                   | Libéral                           |
| 20e         | 1937-1943     |        | James Cooper                      | Libéral                           |
| 21e         | 1943-1945     |        | Robert Carlin                     | Commonwealth coopératif           |
| 22e         | 1945-1948     |        | Robert Carlin                     | Commonwealth coopératif           |
| 23e         | 1948-1951     |        | Welland Gemmell                   | Progressiste-conservateur         |
| 24e         | 1951-1954     |        | Welland Gemmell                   | Progressiste-conservateur         |
| 24e         | 1954-1955     |        | vacant (décès de Welland Gemmell) | vacant (décès de Welland Gemmell) |
| 25e         | 1955-1959     |        | Gerry Monaghan                    | Progressiste conservateur         |
| 26e         | 1959-1963     |        | Elmer Sopha                       | Libéral                           |
| 27e         | 1963-1967     |        | Elmer Sopha                       | Libéral                           |
| 28e         | 1967-1971     |        | Elmer Sopha                       | Libéral                           |
| 29e         | 1971-1975     |        | Bud Germa                         | Nouveau Parti démocratique        |
| 30e         | 1975-1977     |        | Bud Germa                         | Nouveau Parti démocratique        |
| 31e         | 1977-1981     |        | Bud Germa                         | Nouveau Parti démocratique        |
| 32e         | 1981-1985     |        | Jim Gordon                        | Progressiste conservateur         |
| 33e         | 1985-1987     |        | Jim Gordon                        | Progressiste conservateur         |
| 34e         | 1987-1990     |        | Sterling Campbell                 | Libéral                           |
| 35e         | 1990-1995     |        | Sharon Murdock                    | Nouveau Parti démocratique        |
| 36e         | 1995-1999     |        | Rick Bartolucci                   | Libéral                           |
| 37e         | 1999-2003     |        | Rick Bartolucci                   | Libéral                           |
| 38e         | 2003-2007     |        | Rick Bartolucci                   | Libéral                           |
| 39e         | 2007-2011     |        | Rick Bartolucci                   | Libéral                           |
| 40e         | 2011-2014     |        | Rick Bartolucci                   | Libéral                           |
| 41e         | 2014-2014     |        | Joe Cimino                        | Nouveau Parti démocratique        |
| 41e         | 2014-2015     |        | vacant (démission de Joe Cimino)  | vacant (démission de Joe Cimino)  |
| 41e         | 2015-2018     |        | Glenn Thibeault (en)              | Libéral                           |
| 42e         | 2018-2022     |        | Jamie West                        | Nouveau Parti démocratique        |
| 43e         | 2022-2025     |        | Jamie West                        | Nouveau Parti démocratique        |
| 44e         | 2025-en cours |        | Jamie West                        | Nouveau Parti démocratique        |

## Circonscription fédérale
Comme partout en Ontario, sauf dans le nord, les circonscriptions provinciales sont les mêmes que les circonscriptions électorales fédérales depuis les élections provinciales de 1999.